# Чарлз Рийд
Чарлз Рийд (8 юни 1814 – 11 април 1884) е английски писател и драматург, известен предимно с романа си „Обителта и огнището“.

## Живот
Чарлз Рийд е роден на 8 юни 1814 г. в Ипсдън, Оксфордшир, в семейството на Джон Рийд и Ан Мари Скот-Уоринг. Има поне четирима братя.  Учи в колежа Магдалена, Оксфорд, като получава бакалавърската си степен през 1835 г. и става негов сътрудник. Впоследствие става декан на изкуствата  и вицепрезидент, като получава степен ДГП (Доктор по Гражданско Право) през 1847 година. Името му е вписано в Гостилницата на Линкълн през 1836 г.; избран е за Винериански Сътрудник през 1842 г. и е призован в адвокатската колегия през 1843 г.  Той поддържа сътрудничеството си с Колежа Магдалена през целия си живот, но след като получава дипломата си, той прекарва по-голямата част от времето си в Лондон. Влиятелният историк Уилям Уинвуд Рийд е негов племенник.

## Творчество
Рийд започва литературната си кариера като драматург и избира титлата „драматист“ да стои на първо място в списъка с професии върху надгробния му камък.  Като автор, той винаги е имал набито око за сценичните ефекти в дадена сцена и ситуация, както и в диалог. Първата му комедия „Битката на Дамите“ /The Ladies' Battle/ се появява в Олимпийския Театър през май 1851 г. Следват Анжела /Angela? (1851 г.), „Селска Приказка“ /A Village Tale/ (1852 г.), „Изгубеният съпруг“ /The Lost Husband/ (1852 г.) и „Злато“ /Gold/ (1853 г.).
Но репутацията на Рейд се изгражда благодарение на комедията в две действия „Маски и лица“ /Masks and Faces/, в която той си сътрудничи с Том Тейлър. Продуцирано е през ноември 1852 г., а по-късно е разширен в три акта. По съвет на актрисата Лора Сиймор той превръща пиесата в прозаична история, която се появява през 1853 г. под името Пег Уофингтън /Peg Woffington/. Същата година той пише Кристи Джонстоун /Christie Johnstone/, близко проучване на шотландските риболовци. През 1854 г. той създава, заедно с Том Тейлър, „Двама любови и един живот“ /Two Loves and a Life/ и „Кралският съперник“/The King's Rival/, а съвсем сам пише Куриерът от Лион /The Courier of Lyons/ (добре известен под по-късния му заглавие „Лионската поща“ / The Lyons Mail/) и адаптацията му на произведението на Тобиас Смолет Перигрин Пикъл /Peregrine Pickle/. През следващата година се появява Изкуство /Art/ (1855), впоследствие станала известна като Нанс Оудфилд /Nance Oldfield/.
Той налага името си като романист през 1856 г., когато публикува романът „Никога не е твърде късно да се поправиш“, написан за да реформира злоупотребите в затворническата институция и лечението на престъпниците. Истината за някои подробности е оспорвана и Рийд се защитава енергично. Следват още пет романа в бърза последователност: Курсът на истинската любов никога не бягаше гладко /The Course of True Love Never Did Run Smooth/ (1857 г.), Бели лъжи /White Lies/ (1857 г.), Валето на всички сделки /Jack of all Trades/ (1858 г.), Автобиографията на един крадец /The Autobiography of a Thief/ (1858 г.) и Обичай ме Малко, Обичай ме Дълго /Love Me Little, Love Me Long/ (1859). Бели лъжи започва като превод на пиесата на Огуст Макет Грантиерският Замък /Le Château de Grantier/. След като мениджърите отхвърлят ръкописа, Рийд адаптира историята, превръщайки я в роман, който бил сериализиран в Лондонският Вестник /The London Journal/ и публикуван в три тома още същата година. Той продуцира адаптация му за сцена под името Двойният брак /The Double Marriage/ през 1867 г. 
През 1861 г. Рийд публикува това, което ще стане най-известното му произведение, базирано на няколко реда от средновековния хуманист Еразъм за живота на родителите му. Романът се заражда като сериализация публикувана в „Веднъж седмично“ /Once a Week/ през 1859 г. под заглавието „Хубав Бой“ /A Good Fight/, но когато Рийд не е съгласен със собствениците на списанието по някои противоречиви теми (главно извънбрачната бременност на героинята), той рязко скъсява сериализацията с фалшив щастлив край. Рийд продължава да работи върху романа и го публикува през 1861 г., старателно преработен и разширен, под името „Обителта и Огнището“ /The Cloister and the Hearth/. Той е признат за един от най-успешните исторически романи. Връщайки се от 15 век в съвременния английски живот, след това той продуцира Тежки Пари /Hard Cash/ (първоначално публикуван като Много Тежки Пари /Very Hard Cash/ ) (1863), в който подчертава злоупотребите с частни домове за умствено болни. Следват още три такива романа: „Игра на фаул“ /Foul Play/(1869), в която той разобличава беззаконията на прекупвачите на кораби за суровини и проправя път за труда на Самюъл Плимсол; Поставете себе си на негово място /Put Yourself in His Place/ (1870 г.), в който той се занимаваше с търговските синдикати; и „Женомразец“ /A Woman-Hater/ (1877), в който той продължава своя коментар за синдикатите, като същевременно се занимава с темата за жените лекари. Скитащият наследник /The Wandering Heir/ (1875), който той също адаптира за сцената, е предложен от „Делото Тихборн“.
Рийд публикува и три задълбочени проучвания на характера: Грифит Гонт /Griffith Gaunt/(1866), Ужасно изкушение /A Terrible Temptation/ (1871), Глупак /A Simpleton/ (1873). Той оценява първия от тях като най-добрия си роман. На интервали през цялата си литературна кариера той се стреми да удовлетвори драматичната си амбиция, наемайки театър и компания за продуцирането на пиесите си. Като пример за неговата упоритост се счита случая с Игра на Фул. Той пише това през 1869 г. в комбинация с Дион Бусо с оглед на сценичната адаптация. Пиесата е много или малко провал; но той сам продуцира друга версия през 1877 г., под заглавието „Потопен Кораб" /A Scuttled Ship/, което е забележителен провал. Най-големият му успех като драматург е последния му опит – Пий /Drink/ - адаптация на Сприртомера /L'Assommoir/ на Емил Зола, издаден през 1879 година.
През тази година умира неговата приятелка Лаура Сиймор, която може би е била негова любовница и е поддържала къща за него от 1854 г. От тогава здравето на Рийд се разваля. След смъртта си той оставя след себе си един завършен роман „Опасна Тайна" /Perilous Secret/, който доказва, че все още е умел в изкуството да създава сложен сюжет и да измисля вълнуващи ситуации. Рийд бил цигулар аматьор и сред неговите творби е намерено есе за цигулките на Кремона със заглавие „Възроденото Изгубено Изкуство възродено“ /A Lost Art Revived/. Рийд е погребан заедно с Лора Сиймор, в църковния двор на църквата „Света Мария“, Уилисдън, в северозападен Лондон.
Рийд добавя подзаглавието „Всъщност Романс“ към редица свои романи; това е свързано с навика му да основава романите си до голяма степен на изрезки от вестници, които той започва да събира за тази цел през 1848 г.  Той също така провежда собствено изследване, като лично наблюдава затворите, например, като понякога е черпил силно вдъхновение от произведения на други романисти.
Романите на Рийд били популярни и той бил сред най-високоплатените романисти в Англия. Много библиотеки обаче отказвали да излагат негови произведения с мотива, че са неприлични. 

## Репутация
Рийд излиза от мода в края на века – „необичайно е да се срещаш някой, който доброволно го е чел“, пише Джордж Оруел в есе за Рийд  – но през 19 век Рийд е един от най-популярните романисти в Англия. Той не бил високо оценен от критиците. Следната оценка на Джъстин Маккарти, писал през 1872 г., е типична: 
 Силен, здравословен въздух от честност и висша цел се вдъхва в почти всичките му истории. Крайното отсъствие на склонност, привързаност и позор ги отличава. Една от големите им заслуги е изненадващото разнообразие от описателна сила, едновременно смела, широка и реалистична. Мистър Рийд може да опише морска битка, буря, изковаването на подкова, опустошенията на наводняването, закърпването на дамска рокля, настройването на пиано, с еднаква точност и явна жар.... Всъщност, г-н Рийд не се стреми към качество, необходимо за създаването на един умел разказвач на истории, докато едновременно той се отличава от всички обикновени разказвачи по това, че има висша социална цел, която му служи в почти всичко, което се заема да опише. Още повече, не вярвам, че въпреки предпоставките за нещо още по-добро представени в „Кристи Джонстоун“ и „Обителта и сърцето“, той би могъл да бъде нещо повече. Той е великолепен образец на съвременния специален сътрудник, надарен с допълнителния и уникален дар на един академик, който изгражда доклада си под формата на вълнуваща история. Но направата на един голям романист, който светът винаги ще помни изисква нещо повече, нещо по-високо. Мистър Рийд е ненадминат сред второстепенната класа на английските романисти, но е далеч от големите романисти заемащи челните места. Успехът му по своему е голям, но трае само една епоха, а не вечно. 
 Авторът Джордж Оруел обобщава привлекателността на Рийд като „същото очарование, каквото откриваме в детективските истории на Р. Остин Фрийман или в колекциите от куриози на лейтенант-командир Гулд – очарованието на безполезното знание“, което продължава да казва, че 
 Рийд бил представител на това, което може да се нарече пени-енциклопедично учение. Той притежаваше огромни запаси от разнообразна информация, която благодарение на оживената му разказвателна дарба се е промъкнала в книги, които във всеки случай биха минали за романи. Ако имате вида ум, който се наслаждава на срещи, списъци, каталози, дълбоки детайли, описания на процеси, витрини на магазини за вехтории и отминалата слава на Борсата и Март, видът ум, който обича да знае точно как средновековния катапулт е работил или просто какви предмети се намирали в затворническа килия от 1840 г., тогава едва ли ще устоиш на насладата да четеш Рийд. 
 По време на своята кариера, плодовития Рийд е участвал в няколко литературни вражди, включващи обвинения в плагиатство. Той се защитава силно, но се позова на стандарти за литературно заемане, които са по-свободни от тогавашните. Рийд се обсъжда често в проучвания за еволюиращото отношение към плагиатството.

 Рийд е кредитиран с цитата: „Посейте една мисъл и пожънете едно действие; Посейте едно действие и пожънете навик; Посейте навик и пожънете характер; Посейте характер и пожънете съдба“. В наши дни това е по-скоро адаптирано като: 
 „Внимавай с мислите си, защото те се превръщат в думи; внимавай с думите си, защото те се превръщат действия; внимавай с действията си, защото те се превръщат навици; внимавай с навиците си, защото те се превръщат в характер; внимавай с характера си, защото той се превръща в съдба.“ 
 (Това е използвано във филма „Желязната лейди“/The Iron Lady/ (2011 г.), изиграно от Мерил Стрийп в ролята на Маргарет Тачър, бившата британска премиерка.)

## Брак и семейство
Рийд и покойната му съпруга имали една осиновена дъщеря. Той прекъснал отношенията си с нея, след като тя избягала на шестнадесет години с някакъв актьор. След като съпругът ѝ я изоставя, тя работи дългогодишно като актриса. Тя се изявява 2000 пъти в продукции на пиесата на Рийд Никога не е Прекалено Късно да се Поправиш. Приключва живота си в бедност в работна къща в Кент. 

## Алюзии
Фразата на Айра Гершуин „Никога не е късно за Менделсон…“, която се появява и в „О, Кей! /Oh, Kay!/ и Дама в Тъмното /Lady In The Dark/, е игра на думи със заглавието от романа на Рийд.
Стихотворението на Джон Бетьман „В църквата на Уилъсдън“ включва препратка към „гроба на Лора Сиймор, последван от дълъг въображаем пасаж за вероятната им връзка.

## Творби
- Злато! (1853 г., игра) [9]
- Маски и лица (1852, игра)
- Пег Уофингтън (1853, роман)
- Кристи Джонстоун (1853, роман)
- Куриерът в Лион (1854 г., пиеса. Известен също като Пощата в Лион)
- Облаци и Слънце, и Изкуства /Clouds and Sunshine and Arts/ (1855)
- Никога не е прекалено късно да се поправиш (1856, роман)
- Пътят на истинската любов никога не върви гладко (1857 г.)
- Бели лъжи (1857, роман)
- Тунелът на кутиите /The Box Tunnel/(1857 г., кратка история. Публикуван само в книжна форма в Америка)
- Автобиография на крадец (1858 г., новела за грабеж на влак)
- Валето на всички сделки (1858, новела за слона Мадмоазел Д'Джек)
- Обичай ме малко, Обичай ме дълго (1859, роман)
- Един добър бой и други приказки (1859)
- Осмата заповед /The Eight Commandment/ (1860 г.)
- Обителта и огнището (1861 г.)
- Твърди пари (1863, роман)
- Грифит Гонт; или, Ревност (1866, роман)
- Игра на Foul (1869, роман)
- Поставете себе си на негово място (1870 г., роман)
- Ужасно изкушение (1871 г., роман)
- Шили-Шали (1872, неоторизирана сценична адаптация на Ралф Наследникът на Антъни Тролоп) [10]
- Глупак /A Simpleton/ (1873)
- Скитащият наследник (1873)
- Търговска злоба (1875)
- Женемразец (1877)
- Златни корони /Golden Crowns/ (1877)
- Единствено сърце и двойно лице (1884 г., роман)
- Опасна тайна (1884, роман)

## Допълнителни четива
- Бюканън, Робърт (1887). "Чарлз Рийд: Сувенир." В: Поглед към кръгла литература. Лондон: Ward & Downey, pp.   308 – 313.
- Coleman, John (1903). Чарлз Рийд, докато го познах. Лондон: Treherne & Company.
- Доусън, Уилям Джеймс (1905). „Чарлз Рийд“. В: Създателите на английската фантастика. Ню Йорк: FH Revell Co., pp.   164 – 178.
- Хоуелс, Уилям Дийн (1895). „Чарлз Рийд“. В: Моите литературни страсти. Ню Йорк: Harper & Brothers, pp.   191 – 197.
- Мъри, Дейвид Кристи (1897). „Чарлз Рийд“. В: Моите съвременници във фантастиката. Лондон: Chatto & Windus, pp.   16 – 31.
- Пърнел, Томас (1871). - Мистър Чарлз Рийд. В: Драматици на днешния ден. Лондон: Chapman & Hall, pp.   127 – 140.
- Quiller-Couch, AT (1896). „Чарлз Рийд“. В: Приключения в критиката. Лондон: Cassell & Company, pp.   129 – 136.
- Суинбърн, Алджърн Чарлз (1886). „Чарлз Рийд“. В: Разни. Лондон: Chatto & Windus, pp.   271 – 302.

|  | Тази страница частично или изцяло представлява превод на страницата Charles Reade в Уикипедия на английски. Оригиналният текст, както и този превод, са защитени от Лиценза „Криейтив Комънс – Признание – Споделяне на споделеното“, а за съдържание, създадено преди юни 2009 година – от Лиценза за свободна документация на ГНУ. Прегледайте историята на редакциите на оригиналната страница, както и на преводната страница, за да видите списъка на съавторите. ВАЖНО: Този шаблон се отнася единствено до авторските права върху съдържанието на статията. Добавянето му не отменя изискването да се посочват конкретни източници на твърденията, които да бъдат благонадеждни. |